# Goodluck Jonathan
Pour les articles homonymes, voir Jonathan.
 (septembre 2022).
L'article doit être relu — et modifié si nécessaire — par des contributeurs indépendants pour apporter un regard critique aux contributions effectuées en violation des conditions d'utilisation de Wikipédia, tant sur la forme (notamment concernant le style encyclopédique, la proportionnalité) que sur le fond (la neutralité de point de vue, la qualité et l'indépendance des sources).
 Goodluck Jonathan, né le 20 novembre 1957 à Ogbia au Nigeria, est un homme d'État nigérian membre du Parti démocratique populaire (PDP). Il est président de la République du Nigeria entre 2010 et 2015.
Candidat à la vice-présidence du PDP sur le ticket d'Umaru Yar'Adua, il est élu et investi le 29 mai 2007. Jonathan est président de la République par intérim à partir du 9 février 2010 en raison de l'absence prolongée du président Yar'Adua qui souffre de problèmes de santé. Ce dernier meurt le 5 mai 2010 et Jonathan lui succède officiellement le 9 mai 2010. Jonathan est élu président lors de l'élection présidentielle du 16 avril 2011 avec 59 % des voix. Il est battu au second tour de l'élection présidentielle de 2015 par Muhammadu Buhari, qui lui succède le 29 mai 2015.

## Biographie

### Vie personnelle et formation
Goodluck Jonathan est né le 20 novembre 1957, à Otueke, dans la zone de gouvernement local d'Ogbia (anciennement dans l'État de Rivers et actuellement dans l'État de Bayelsa), d'une famille de fabricants de canots. Il est titulaire d'un doctorat de zoologie de l'université de Port Harcourt. Il détient également une maîtrise des sciences en hydrobiologie et en biologie de la pêche. Après ses études, il devient inspecteur d'école, lecteur à l'université et chargé de la protection environnementale. Il entre en politique en 1998.
Goodluck Jonathan et son épouse, Patience, ont deux enfants. Il est chrétien et membre de l'ethnie Ijaw.

### Vice-gouverneur, puis gouverneur du Bayelsa
Jonathan est élu vice-gouverneur de l'État de Bayelsa, État producteur de pétrole du sud du pays, le 29 mai 1999 sur le ticket du gouverneur Diepreye Alamieyeseigha (en). Le gouverneur Alamieyeseigha est mis en examen puis mis sous contrôle judiciaire au Royaume-Uni pour une affaire de blanchiment d'argent en 2005. Il est destitué par l'Assemblée de l'État de Bayelsa et Jonathan devient gouverneur le 9 décembre 2005.
En septembre 2006, un rapport de Wikileaks affirme que Patience Jonathan, la femme de Jonathan, est mise en examen pour blanchiment d'argent par la commission fédérale de lutte contre la corruption (la Economic and Financial Crimes Commission). Il sera prouvé plus tard que ce rapport était faux, le directeur de la Commission fédérale de lutte contre la corruption déclarant qu'elle « n'est impliquée dans aucune enquête de l'EFCC »,.

### Vice-président de la République
Le PDP élit Umaru Yar'Adua comme candidat pour l'élection présidentielle d'avril 2007 et ce dernier choisit Jonathan comme candidat à la vice-présidence. Le choix de Jonathan comme candidat à la vice-présidence est fondé sur la division géographico-religieuse du pays : si Yar'Adua représente le Nord musulman, Jonathan représente lui le Sud chrétien. Jonathan n'était pas favori parmi les candidats du Sud pour obtenir l'investiture en tant que vice-président, mais les chefs du PDP ne le considèrent pas comme une menace et il est choisi,.
En tant que vice-président, il est également membre du Conseil national de sécurité et du Conseil de défense nationale. Il est aussi président du Conseil économique national.

### Président de la République

#### Par intérim
Du 23 novembre 2009 au 23 février 2010, le président Yar'Adua est hospitalisé à Djeddah en Arabie saoudite pour des problèmes cardiaques. L'absence de plus en plus longue de Yar'Adua laisse de facto l'État nigérian sans chef et le vice-président n'est pas enthousiaste à l'idée d'assumer la présidence. Le 12 janvier 2010, des manifestants, menés par Wole Soyinka, dénoncent la vacance du pouvoir. Le conseil des ministres est divisé déclarant que Yar'Adua « n'était pas incapable d'assurer ses fonctions ».
Poussé par la puissante association des gouverneurs et par un vote du Sénat le 9 février, Jonathan accepte d'être investi président par intérim. Cette investiture est contestée car constitutionnellement, le président doit notifier par écrit qu'il est dans l'incapacité de gouverner, ce qui n'a pas été fait. Au retour du président, il continue à assurer l'intérim, Yar'Adua ne semblant pas en mesure de reprendre ses fonctions. Ce dernier meurt le 5 mai 2010, après un traitement médical en Arabie saoudite en novembre 2009.

#### De plein exercice, premier mandat
Jonathan prête serment le 6 mai 2010. Le 18 mai, il nomme Namadi Sambo comme vice-président. Il promet alors de poursuivre la mise en œuvre du programme de Yar'adua.
Lors de la Coupe du monde de football 2010 en Afrique du Sud, alors que l'équipe nationale de football est éliminée dès la phase de poules, Goodluck Jonathan décide de la retirer de toute compétition pendant deux ans. Il ordonne un audit sur la manière dont les fonds alloués pour l'équipe ont été dépensés. La FIFA s'oppose à cette enquête et déclare qu'elle expulsera le Nigeria du football mondial si celle-ci se déroule. Elle demande conseil à Amos Adamu (en), le ministre des Sports nigérian, limogé à la suite d'une affaire de corruption, et menace le pays de ne pas verser les 8 millions d'euros dus au Nigeria pour sa participation à la Coupe du monde. Deux dirigeants de la fédération nigériane sont limogés et Jonathan cède à la pression et lève son interdiction.

#### Élection présidentielle de 2011
Le 15 septembre 2010, Goodluck Jonathan annonce sur Facebook son intention de se présenter pour la première fois à la prochaine élection présidentielle.
Le 16 avril 2011, Jonathan remporte l'élection présidentielle dès le premier tour avec 57 % des voix contre 31 % à Muhammadu Buhari, remportant 22 États sur 36. Le résultat est contesté par Buhari auprès de la commission électorale et des affrontements interreligieux éclatent dans le Nord du pays, faisant plus de 800 morts en trois jours,. Les observateurs étrangers, menés par John Kufuor, ont cependant noté une bonne tenue de l'élection par rapport aux précédentes. Goodluck Jonathan prête serment et entre en fonctions officiellement fin mai 2011.

#### Second mandat
Un de ses premiers objectifs est de réformer le secteur énergétique afin d’approvisionner de manière stable en électricité l’intégralité du pays. Le Nigeria est historiquement en proie à des pannes fréquentes d’électricité. Selon les économistes, ces pannes coûtent au pays des milliards de dollars en pertes de production et importation de générateur diesel. Jonathan supervise la privatisation du secteur. La Power Holding Company of Nigeria cède le contrôle de ses actifs à 15 entreprises soumissionnaires privées. Une opération supervisée par la CPCS Transcom Limited, une société de conseil basée au Canada spécialisée dans les projets de transport et d’infrastructures énergétiques.
Le 11 octobre 2011, Goodluck Jonathan lance le plan Youth Enterprise with Innovation in Nigeria (YOUWIN), un concours destine à exploiter l’énergie créatrice des jeunes âgés de 18 à 35 ans. L’initiative doit créer entre 40 000 et 50 000 emplois durables à l’horizon 2014.
En 2013, Jonathan fait l'objet d'une enquête de la part de la EFCC sur le financement de concerts au Nigeria avec Beyoncé, Snoop Dogg et Jay-Z.
Il promulgue en 2014 une loi punissant de 10 ans de prison les personnes affichant publiquement une relation homosexuelle et de 14 ans de prison celles se mariant avec une personne de même sexe, alors que l'homosexualité est déjà sévèrement réprimée au Nigéria. Cette loi a été votée à l’unanimité par les parlementaires nigérians en 2013 et reçoit le soutien de 92 % des Nigérians dans un pays où, selon les sondages, 98 % des habitants ne pensent pas que l'homosexualité devrait être acceptée par la société.

#### Sécurité
Le 26 août 2011, après l’explosion du bâtiment de l’ONU à Abuja orchestré par le groupe terroriste Boko Haram, Jonathan annonce qu’il compte « travailler avec l’ONU et d’autres dirigeants du monde entier pour s’assurer que le terrorisme reste sous contrôle ».
Le 14 mai 2013, il déclare l'état d’urgence dans trois États nigérians du nord-est, Borno, Yobe et Amadaoua, afin de limiter les activités de Boko Haram. Malgré une amnistie déclarée en juin 2013, il ordonne des peines d’emprisonnement de 20 ans pour toute personne jugée comme étant proche de Boko Haram.
Goodluck Jonathan est contraint, début 2014, de renvoyer les chefs d'état-major de son armée. En effet, il les avait nommés sans concertation avec l'assemblée nationale, comme la loi l'y obligeait. Une décision de justice en juillet 2013 a donc jugé ces nominations illégales. Jonathan se plie à cette décision en janvier, lorsque l'avocat à l'origine de la plainte lui écrit afin de lui demander de la respecter. Le nouvel état-major est nommé en concertation avec l'assemblée nationale. Ce renvoi est toutefois interprété diversement puisque d'autres médias considèrent que le limogeage de son état-major est dû à l'incapacité de ces derniers à lutter contre Boko Haram, un groupe terroriste islamiste.
Au cours de  l’année, l’administration de Jonathan subit des pressions concernant l’enlèvement de 200 écolières par Boko Haram. Après plusieurs manifestations de la population, considérant que le pays ne réagit pas suffisamment, Jonathan propose de libérer des prisonniers en échange de la libération des jeunes filles. Il en discute ensuite à Paris avec les ministres des Affaires étrangères français, britannique, américain et israélien qui lui conseillent de ne pas faire de marché avec Boko Haram. Il suit leur conseil dans un premier temps avant de finalement, le 24 mai 2014, demander un échange avec des prisonniers. Ce revirement aurait irrité les dirigeants de Boko Haram.

### Élection présidentielle de 2015
Sa campagne à l'élection présidentielle de 2015 est difficile. En décembre 2013, Olusegun Obasanjo, ancien président, homme fort du pays et soutien de Jonathan demande publiquement sa démission en raison de ses échecs politiques. Plusieurs membres influents du PDP quittent le parti pour rejoindre l'All Progressives Congress (APC), un nouveau parti politique.
Le 28 mars 2015, il est battu lors de l'élection présidentielle face au général et ancien chef de l'État Muhammadu Buhari. Il accepte sa défaite, demandant à ses partisans d'accepter le résultat des urnes : « L'ambition de quiconque ne justifie pas qu'on verse le sang d'un Nigérian (...) L'unité, la stabilité et le progrès de notre cher pays importent plus que tout ». Il s'agit de la première alternance démocratique au Nigéria.

### Médiateur de la CEDEAO
Devenu médiateur de la Communauté économique des États de l'Afrique de l'Ouest (CEDEAO), il intervient en août 2020 lors de la crise malienne, qui voit le président Ibrahim Boubacar Keïta déposé par un coup d'État.

### Vie personnelle
Il est anglican depuis son enfance .

## Distinctions
- Docteur honoris causa de l'Institute of Management and Public Administration d'Accra[39]

## Anecdote
En public et en privé, Goodluck Jonathan apparaît le plus souvent coiffé d'un chapeau Stetson noir, ce qui le rend facilement reconnaissable.